# When the Smoke Is Going Down
When the Smoke Is Going Down е „мощна рок балада“ на германската рок група „Скорпиънс“, включена в осмия им студиен албум Blackout, издаден от „Мъркюри Рекърдс“ на 29 март 1982. Песента се отнася за музикалните турнета на групата, а заглавието – от факта, че след като публиката напусне даден концерт, нейното настроение все още се усеща. След като Рудолф Шенкер композира мелодията, групата не остава доволна от резултата, но въпреки това Клаус Майне решава да напише текст за феновете на „Скорпиънс“.
Първоначално през 1982 г., When the Smoke Is Going Down е издадена като сингъл само във Филипините от „Ар Си Ей Рекърдс“ в две отделни издания, заедно с песента Now! (също от албума Blackout) на обратната страна на плочата, докато основната звукозаписна компания, с която „Скорпиънс“ по това време работят – „Мъркюри Рекърдс“, издава песента като сингъл в Бразилия през 1985 г., заедно с Always Somewhere от албума Lovedrive.
Въпреки огромния търговски успех на Blackout, When the Smoke Is Going Down не успява да постигне успех в международните класации за сингли, въпреки това заема позиция № 1 в Полша в продължение на 4 седмици.

## Изпълнения на живо
За първи път, When the Smoke Is Going Down е изпълнена на живо от „Скорпиънс“ на 30 юни 1982 г. в Каламазу, САЩ, като част от световното концертно турне Blackout Tour. Още на същото турне обаче песента спира да се изпълнява на живо и така чак до 1993 г., когато по време на Face the Heat Tour влиза отново в репертоара на групата, като след кратко прекъсване в края на 90-те и началото на 00-те, тя става постоянно част от изпълненията на живо на „Скорпиънс“ и с общо до момента над 250 изпълнения на живо, това е една 30-те най-често свирени от групата песни.

## Други версии
When the Smoke Is Going Down е издадена и в още няколко официални албума на групата, записаните на живо Live Bites (1995), Live 2011 - Get Your Sting & Blackout (2011) и MTV Unplugged in Athens (2013), както и в компилациите Gold Ballads (1984), Best (1985) Still Loving You (1992) и Born to Touch Your Feelings: Best of Rock Ballads.

## Музиканти
- Клаус Майне – вокали
- Рудолф Шенкер – китари
- Матиас Ябс – китари
- Франсис Буххолц – електическа бас китара
- Херман Раребел – барабани

## Списък с песните

### Версия от 1982 г.
1. When the Smoke Is Going Down (Клаус Майне и Рудолф Шенкер) – 3:50
2. Now! (Рудолф Шенкер, Клаус Майне и Херман Раребел) – 2:33

### Версия от 1985 г.
1. When the Smoke Is Going Down (Клаус Майне и Рудолф Шенкер) – 3:50
2. Always Somewhere (Клаус Майне и Рудолф Шенкер) – 4:54